# Sergej Chizjnitjenko

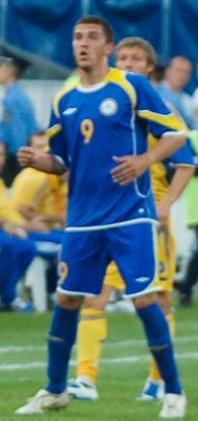
Sergej Chizjnitjenko.

Sergej Chizjnitjenko (kazakiska: Сергей Хижниченко) född 17 juli 1991 i Öskemen, är en kazakisk fotbollsspelare. Chizjnitjenko spelar för den kazakiska fotbollsklubben FK Sjachtjor Qaraghandy.
Chizjnitjenko inledde sin karriär i Öskemen-klubben FK Vostok år 2006. Fyra år senare flyttade han till huvudstadsklubben FK Lokomotiv Astana, där han under en säsong spelade utlånad till FC Atyrau. Från januari 2011 har han spelat för Sjachtjor Qaraghandy. Innan han kom till Sjachtjor provspelade han för nederländska Feyenoord.
Internationellt har Chizjnitjenko hittills spelat 11 matcher för Kazakstans herrlandslag i fotboll och gjort 3 mål.